# Tambura (instrument)

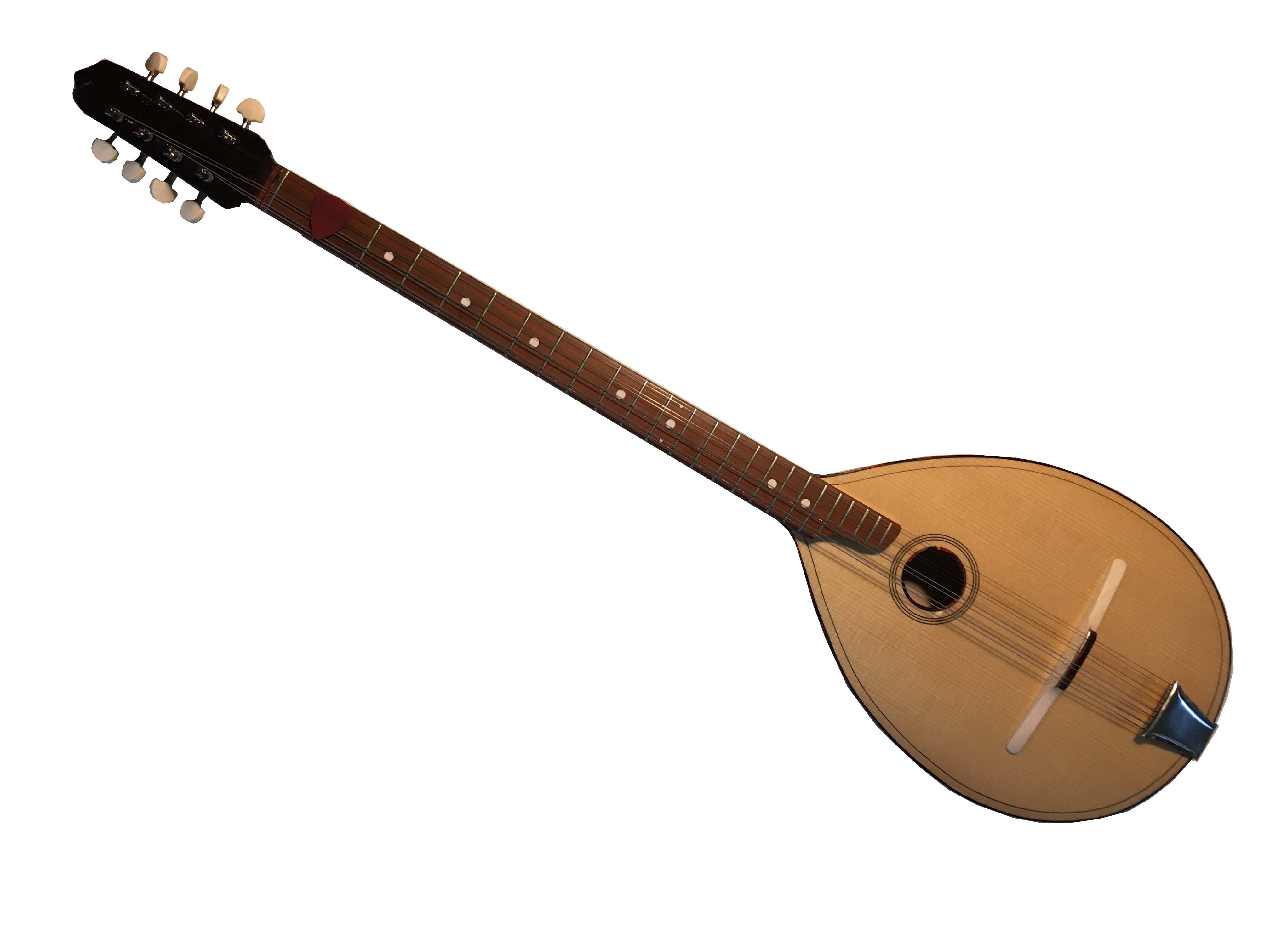
bułgarska tambura ośmiostrunowa

Tambura – instrument muzyczny z grupy strunowych szarpanych z pudłem rezonansowym, gryfem i progami na podstrunnicy. Wykonywana jest z drewna, posiada zwykle cztery struny, obecnie najczęściej metalowe. Instrumenty ośmiostrunowe strojone są unisono parami, podobnie jak np. w mandolinie.

## Historia
W Europie znana jest z Bałkanów, głównie z Bułgarii, gdzie pełni rolę instrumentu ludowego lub instrumentu solowego w utworach „klasycznych“ inspirowanych muzyką ludową.

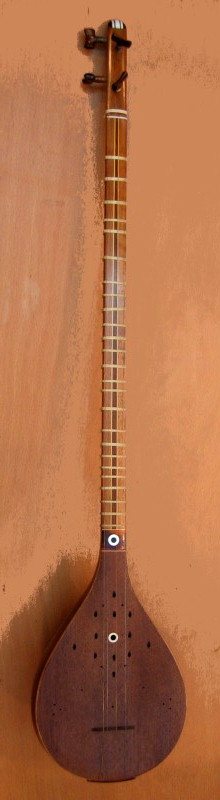
Irański setar, zasadniczo tożsamy z tamburą

## Podobne instrumenty
- mandolina
- buzuki
- kobza
- domra
- setar